# 殖民谷联盟
殖民谷联盟（英語：Colonial Valley Conference，简称：CVC）是一个由12所新泽西州的中学所组成的高中体育赛事联盟。其中，10所位于默瑟县，1所位于蒙茅斯县(阿伦敦中学)，1所位于米德尔塞克斯县(西温莎-普兰士堡中学北校区)。该联盟受新泽西州校际体育协会 (NJSIAA)监督。

## 成員名單
- 阿伦敦中学 Redbirds
- 尤英中学 Blue Devils
- 斯戴纳中学 (东汉密尔顿) Spartans
- 诺丁汉中学 (北汉密尔顿) Northstars
- 汉密尔顿中学西校区 (西汉密尔顿) Hornets
- 海茨敦中学 Rams
- 霍普威尔中学 Bulldogs
- 劳伦斯中学 Cardinals
- 圣母中学 Irish
- 普林斯顿中学 Tigers
- 罗宾斯维尔中学 Ravens
- 特伦顿中学 Tornadoes
- 西温莎-普兰士堡中学北校区 Knights(普兰士堡)
- 西温莎-普兰士堡中学南校区 Pirates(西温莎)